# Joseph Caddy

Bischofswappen von Joseph Caddy

Joseph John Caddy AM (* 14. Januar 1960 in Melbourne) ist ein australischer Geistlicher und römisch-katholischer Bischof von Cairns.

## Leben
Joseph Caddy studierte Philosophie und Theologie am Corpus Christi Seminary in Melbourne. Am 25. August 1990 empfing er das Sakrament der Priesterweihe für das Erzbistum Melbourne.
Nach der Priesterweihe war er bis 1993 Pfarrer der Pfarrei Our Lady of Perpetual Help im Vorort Maidstone von Melbourne. Nach weiteren Studien an der Päpstlichen Universität Gregoriana erwarb er das Lizenziat in Sozialwissenschaften. Von 2002 bis 2013 war er Gefängnisseelsorger für die Gefängnisse im Bundesstaat Victoria und von 2004 bis 2017 zusätzlich Administrator der Catholic Care im Erzbistum Melbourne. Von 2014 bis 2016 war er außerdem Pfarrer der Pfarrei All Saints in Fitzroy und von 2016 bis 2019 Pfarrer der Pfarrei Saint Mary in St. Kilda East. Ab 2016 war er Bischofsvikar für die sozialen Dienste des Erzbistums und ab 2019 Generalvikar. Ab 2021 war er zudem Pfarrer der Pfarrei Saint Carthage in Parkville.
Papst Franziskus ernannte ihn am 6. Juni 2024 zum Bischof von Cairns. Der Erzbischof von Brisbane, Mark Coleridge, spendete ihm am 15. August desselben Jahres in der Kathedrale von Cairns die Bischofsweihe. Mitkonsekratoren waren der Erzbischof von Perth, Timothy Costelloe SDB, und der Erzbischof von Melbourne, Peter Comensoli.
Für seine Verdienste um die Gemeinschaft durch eine Reihe von Sozialhilfe-Initiativen und politischen Reformen sowie um die katholische Kirche in Australien wurde er 2018 zum Member des Order of Australia ernannt.